# 풍산동 (하남시)
풍산동(豊山洞)은 경기도 하남시의 법정동이다. 2023년 5월 1일에 행정동명을 풍산동에서 미사3동으로 변경하였다.

## 개요
풍산동은 중부고속도로와 수도권제1순환고속도로, 경춘가도가 구축되어 있는 교통의 요충지이다. 또한 김용기 장로가 설립한 제1가나안농군학교는 청장년층은 물론 청소년에 이르기까지 공동체교육과 전인교육을 심어주고 있으며, 김성우 안토니오 성인과 여덟 명의 순교자가 묻힌 구산성지는 천주교의 정신적인 지주의 역할을 담당하고 있다.
과거에는 상추, 부추 등 채소류를 생산하여 가락시장에 출하하고, 화훼농가에서는 관엽류, 초화류 등을 생산하여 화훼판매 단지에서 판매하였던 근교 농촌 지역이었으나, 미사강변도시의 개발과 함께 도회지로 탈바꿈하였다. 본래 덕풍(德豊里) 일부와 황산리(荒山里, 거칠뫼) 일부를 합하여 만든 것으로, 두 이름에서 한 글자씩 따와 풍산동이라 하였다. 풍산리의 자연마을로 방아다리, 온천마을(더너물) 등이 있었다.